# 앰버밸리 (영국 의회 선거구)
앰버밸리 (Amber Valley)는 영국 의회의 하원에서 지역을 대표하는 더비셔주의 선거구이다. 2010년부터 보수당의 나이절 밀스가 지역구 의원을 맡고 있다.

## 역사
1983년 영국 총선부터 신설되었으며 보수당의 필립 오픈하임 후보가 지역구 의원으로 당선되었다. 이후 1997년 노동당의 주디 맬레이버 의원으로 주인이 바뀌었다.
2010년 영국 총선에서 주디 맬레이버 의원은 보수당의 나이절 밀스 후보에게 근소한 차로 패배하였다. 나이절 밀스 의원은 2015년, 2017년, 2019년 총선에서 연달아 승리하는 동시에 경합차도 벌려나가고 있다.

## 지역 정보
잉글랜드 이스트미들랜즈 더비셔주의 동쪽에 위치한 지역구이며, 알프리턴, 헤너, 리플리 등의 상업 및 산업도시들을 관할한다. 이들 지역은 1960년부터 2012년까지 지역의회 선거에서 노동당이 우세를 점하는, 노동당 우세 지역 중 하나였다. 한편 도시지역 뿐만 아니라 교외지역, 농촌지역도 포괄하고 있는데 이쪽은 비슷한 시기에 보수당 지지 우세를 보였다. 피크구에서 더비 북쪽까지의 지역 일대는 또다른 보수당 지지 기반이 되어주고 있다.
앰버밸리 구의회는 1973년 개원하였으며, 1976년부터 한동안 노동당이 집권하거나 실권정당이 없었다. 2000년부터 현재까지는 보수당이 실권을 잡고 있다. 다만 2014~2015년과 2019~2021년에는 노동당이 잠시 집권하기도 하였다.
1983년 지역구 신설 이래 역대 총선 결과는 대체로 경합으로 귀결되고 있으며, 전국에서 승리한 정당의 후보가 승리하고 있기 때문에 민심 풍향계의 지위에 있는 지역구로도 여겨지고 있다. 다만 2017년과 2019년 총선에서는 보수당 후보가 압도적인 지지를 받으면서 더 이상 경합 지역구로 보기는 어려워졌다는 시각도 존재한다.

## 구획

앰버밸리 지역구 경계 (1997~2010)

1983–1997년: 앰버밸리구 올더카, 올프리턴이스트, 올프리턴웨스트, 코드너, 던비 호슬리우드하우스, 헤지 앰버게이트, 헤너 로스코, 헤너이스트, 헤너웨스트, 홀브루크 호슬리, 킬번, 리딩스, 리플리, 리플리 메어헤이, 시플리파크, 소머코츠, 스와닉, 윙필드. 에러워시구 브레드솔 몰리, 리틀이턴, 스탠리.
1997–2010년: 앰버밸리구 올더카, 올프리턴이스트, 올프리턴웨스트, 코드너, 크린치, 던비 호슬리우드하우스, 헤지 앰버게이트, 헤너 로스코, 헤너이스트, 헤너웨스트, 홀브룩 호슬리, 킬번, 리딩스, 리플리, 리플리 메어헤이, 시플리파크, 서머코츠, 스와닉, 윙필드. 에러워시구 브레드솔 몰리, 리틀이턴, 스탠리.
2010년~: 앰버밸리구 올프리턴, 코드너 웨인그로브스, 헤지 앰버게이트, 헤너 로스코, 헤너이스트, 헤너웨스트, 아이언빌 리딩스, 킬번, 던비 홀브루크, 랭글리밀 올더카, 리플리, 리플리 메어헤이, 시플리파크, 호슬리, 호슬리 우드하우스, 소머코츠, 스와닉, 윙필드.

## 역대 국회의원
| 선거 | 선거   | 의원          | 정당   |
| ---- | ------ | ------------- | ------ |
|      | 1983년 | 필립 오픈하임 | 보수당 |
|      | 1997년 | 주디 맬레이버 | 노동당 |
|      | 2010   | 나이절 밀스   | 보수당 |

## 선거

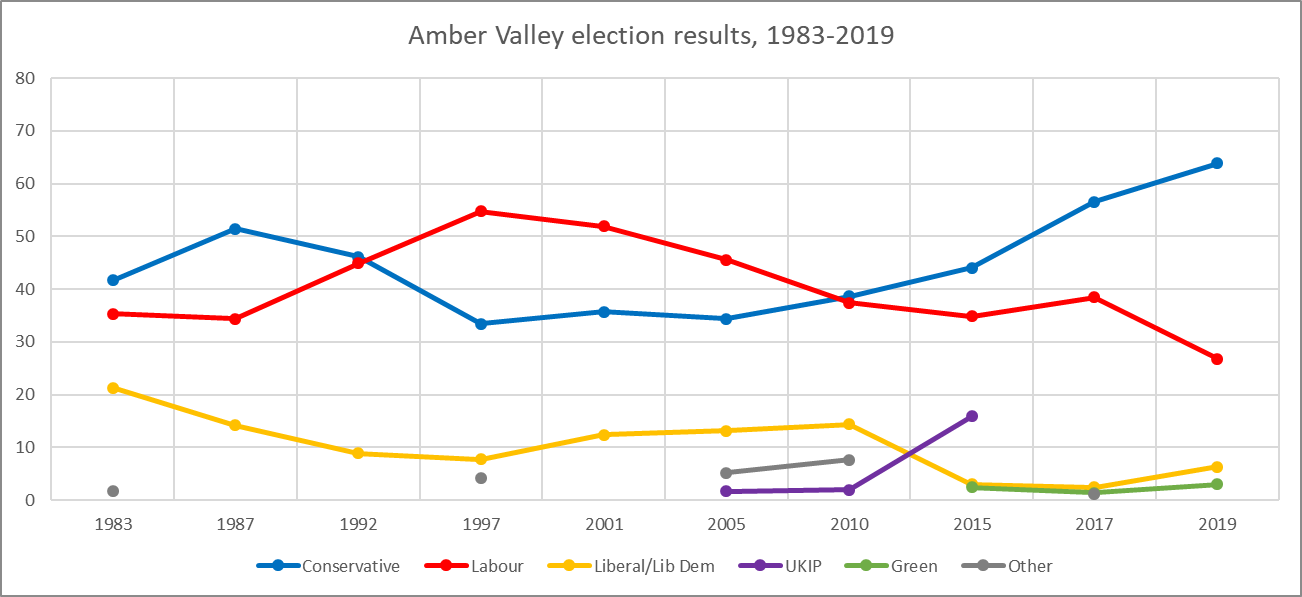
역대 선거 결과

### 2010년대
| 선거                                      | 선거 결과 | 선거 결과                                           | 후보          | 후보        | 정당   | 득표   | %     | ±%    |
| ----------------------------------------- | --------- | --------------------------------------------------- | ------------- | ----------- | ------ | ------ | ----- | ----- |
| 2019년 총선 투표수: 45,567 (65.1%) (-2.3) |           | 보수당 유지 과반 득표: 16,886 (37.1%) +18.9         |               | 나이절 밀스 | 보수당 | 29,096 | 63.8  | +7.3  |
| 2019년 총선 투표수: 45,567 (65.1%) (-2.3) |           | 보수당 유지 과반 득표: 16,886 (37.1%) +18.9         | 애덤 톰슨     | 노동당      | 12,210 | 26.8   | -11.6 |       |
| 2019년 총선 투표수: 45,567 (65.1%) (-2.3) |           | 보수당 유지 과반 득표: 16,886 (37.1%) +18.9         | 케이트 스미스 | 자유민주당  | 2,873  | 6.3    | +3.9  |       |
| 2019년 총선 투표수: 45,567 (65.1%) (-2.3) |           | 보수당 유지 과반 득표: 16,886 (37.1%) +18.9         | 리언 피지     | 녹색당      | 1,388  | 3.0    | +1.6  |       |
| 2017년 총선 투표수: 45,811 (67.4%) (+2.3) |           | 보수당 유지 과반 득표: 8,300 (18.1%) +8.9           |               | 나이절 밀스 | 보수당 | 25,905 | 56.5  | +12.5 |
| 2017년 총선 투표수: 45,811 (67.4%) (+2.3) |           | 보수당 유지 과반 득표: 8,300 (18.1%) +8.9           | 제임스 도슨   | 노동당      | 17,605 | 38.4   | 신인  |       |
| 2017년 총선 투표수: 45,811 (67.4%) (+2.3) |           | 보수당 유지 과반 득표: 8,300 (18.1%) +8.9           | 케이트 스미스 | 자유민주당  | 1,100  | 2.4    | -0.6  |       |
| 2017년 총선 투표수: 45,811 (67.4%) (+2.3) |           | 보수당 유지 과반 득표: 8,300 (18.1%) +8.9           | 맷 맥기네스   | 녹색당      | 650    | 1.4    | -1.0  |       |
| 2017년 총선 투표수: 45,811 (67.4%) (+2.3) |           | 보수당 유지 과반 득표: 8,300 (18.1%) +8.9           | 대니얼 뱀퍼드 | 무소속      | 551    | 1.2    | 신인  |       |
| 2015년 총선 투표수: 45,717 (65.1%) (0.4)  |           | 보수당 유지 과반 득표: 4,205 (9.2%) +8.0 +4.0% 선회 |               | 나이절 밀스 | 보수당 | 20,106 | 44.0  | +5.4  |
| 2015년 총선 투표수: 45,717 (65.1%) (0.4)  |           | 보수당 유지 과반 득표: 4,205 (9.2%) +8.0 +4.0% 선회 | 케빈 길럿     | 노동당      | 15,901 | 34.8   | -2.6  |       |
| 2015년 총선 투표수: 45,717 (65.1%) (0.4)  |           | 보수당 유지 과반 득표: 4,205 (9.2%) +8.0 +4.0% 선회 | 스튜어트 벤트 | 영국 독립당 | 7,263  | 15.9   | +13.9 |       |
| 2015년 총선 투표수: 45,717 (65.1%) (0.4)  |           | 보수당 유지 과반 득표: 4,205 (9.2%) +8.0 +4.0% 선회 | 케이트 스미스 | 자유민주당  | 1,360  | 3.0    | -11.4 |       |
| 2015년 총선 투표수: 45,717 (65.1%) (0.4)  |           | 보수당 유지 과반 득표: 4,205 (9.2%) +8.0 +4.0% 선회 | 존 데빈       | 녹색당      | 1,087  | 2.4    | 신인  |       |

## 같이 보기
- 더비셔주의 영국 의회 선거구

### 참조주
1. ↑  “Usual Resident Population, 2011”. 《Neighbourhood Statistics》. Office for National Statistics. 2016년 3월 3일에 원본 문서에서 보존된 문서. 2015년 1월 25일에 확인함.
2. ↑  “Electorate Figures - Boundary Commission for England”. 《2011 Electorate Figures》. Boundary Commission for England. 2011년 3월 4일. 2010년 11월 6일에 원본 문서에서 보존된 문서. 2011년 3월 13일에 확인함.
3. ↑  “'Amber Valley', June 1983 up to May 1997”. 《ElectionWeb Project》. Cognitive Computing Limited. 2016년 3월 11일에 원본 문서에서 보존된 문서. 2016년 3월 10일에 확인함.
4. ↑  “Majority Sorted Seats”. 《electoralcalculus.co.uk》.
5. ↑  레이그 레이먼트의 연도별 국회의원 목록 (Leigh Rayment's Historical List of MPs) –  'N'로 시작하는 선거구 - part 2
6. ↑  “Amber Valley Parliamentary constituency”. 《BBC News》. BBC. 2019년 11월 20일에 확인함.
7. ↑  Bloom, Dan (2017년 6월 7일). “Here is every single 2017 general election candidate in a plain text list”. 《Daily Mirror》. Trinity Mirror. 2017년 6월 7일에 확인함.
8. ↑  “Election Data 2015”. Electoral Calculus. 2015년 10월 17일에 원본 문서에서 보존된 문서. 2015년 10월 17일에 확인함.